# La banda delle frittelle di mele colpisce ancora
La banda delle frittelle di mele colpisce ancora (The Apple Dumpling Gang Rides Again) è un film statunitense del 1979 diretto da Vincent McEveety.
È una commedia western con protagonisti Tim Conway, Don Knotts e Tim Matheson. È il seguito di La banda delle frittelle di mele (The Apple Dumpling Gang) del 1975. Conway e Knotts riprendono i loro ruoli di Amos e Theodore.

## Trama
Stavolta Amos e Theodore, i due fuorilegge dal cuore tenero già comparsi nel primo episodio, sono promossi al rango di protagonisti: interverranno in favore del soldato di cavalleria Jeff Reid, che intende scoprire il motivo che induce il tenente Ravencroft a tramare contro il maggiore Gaskill...

## Produzione
Il film, diretto da Vincent McEveety su una sceneggiatura di Don Tait, fu prodotto da Ron W. Miller per la Walt Disney Productions e girato nei Walt Disney Studios a Burbank, nel Walt Disney's Golden Oak Ranch, a Sonora, a Newhall, nel Railtown 1897 State Historical Park (scene del treno) in California; nel Kanab Movie Ranch, a Santa Clarita e nel Glen Canyon, nello Utah. Il titolo di lavorazione fu Trail's End.

## Distribuzione
Il film fu distribuito negli Stati Uniti dal 27 giugno 1979 al cinema dalla Buena Vista Distribution Company e dalla Walt Disney Home Video per l'home video.Fu poi trasmesso in prima televisiva sulla CBS nel 1982.
Alcune delle uscite internazionali sono state:
- in Germania Ovest il 25 febbraio 1988 (Die Rückkehr der Semmelknödelbande)
- in Grecia (Oi gafatzides eformoun xana)
- in Finlandia (Villin Lännen villit)
- in Italia (La banda delle frittelle di mele 2)

## Critica
Secondo il Morandini il film è una "commedia western nel tipico stile Disney" che si avvale di "una cornice paesaggistica suggestiva e un gruppo di attori di buon mestiere".